# Oreonetides flavescens
Oreonetides flavescens är en spindelart som först beskrevs av Crosby 1937.  Oreonetides flavescens ingår i släktet Oreonetides och familjen täckvävarspindlar. Inga underarter finns listade i Catalogue of Life.